# Tacurong

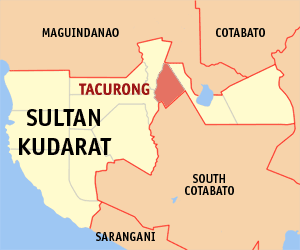
Tacurongs läge i Sultan Kudarat

Tacurong (officiellt City of Tacurong) är en stad på ön Mindanao i Filippinerna. Den är belägen i provinsen Sultan Kudarat i regionen SOCCSKSARGEN och har 76 354 invånare (folkräkning 1 maj 2000).
Staden är indelad i 20 smådistrikt, barangayer, varav 8 är klassificerade som landsbygdsdistrikt och 12 som tätortsdistrikt.

## Källor

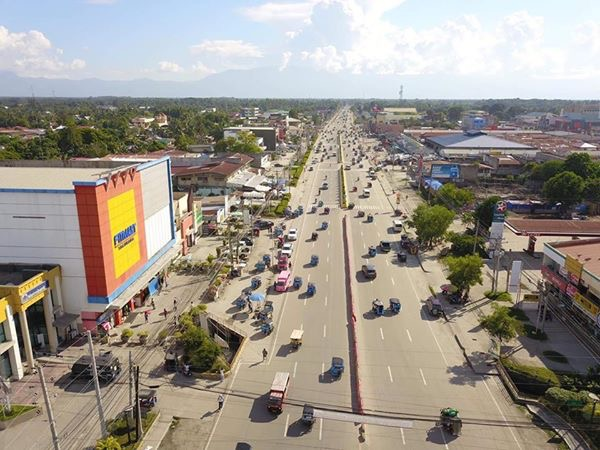
Tacurong (2019)